# Boreophilia hyperborea
Boreophilia hyperborea är en skalbaggsart som först beskrevs av Lars Zakarias Brundin 1940.  Boreophilia hyperborea ingår i släktet Boreophilia och familjen kortvingar. Inga underarter finns listade i Catalogue of Life.